# 國家寶藏：古籍秘辛
《國家寶藏：古籍秘辛》（英語：National Treasure: Book of Secrets）是一部2007年美國冒险電影，為《驚天奪寶》的續集。由強·托特陶執導以及知名監製傑瑞·布洛克海默製作。
最初本片并未打算拍摄，不過由於前集全球超過3億美元的票房，使得本片還是在2005年開拍。
本片最初在2007年12月13日於美國紐約首映，12月19日在台灣、南韓以及中東地區上映，21日在美國上映，隔年2月8日在英國上映。

## 劇情
美国内战結束五天之后，约翰·威尔克斯·布斯（John Wilkes Booth）和另一个人拿着一本日记去找托马斯·盖茨（本·盖茨的曾曾祖父）日记裡含有一段被加密的信息，托马斯认出了加密方式，并开始解密。此时布斯离开客栈前往福特剧院去刺杀林肯。托马斯发现日记记载的是一处宝藏，并识破了布斯等南方同盟企图盗取宝藏的阴谋。他撕下那页日记投入壁炉，被同行者抢救出的只是残页，而他也被同行者射杀。垂死的托马斯告诉儿子查尔斯：“The debt that all men pay”（誰也躲不了的債）。
140年之后，本·盖茨在一次会议上听说了自己曾曾祖父的故事，一个黑市商人威尔金森向众人展示了布斯日记裡丢失的第18页的残页，托马斯的名字清晰地写在上面。这让众人一致认为托马斯也是参与刺杀林肯的幕后凶手。本盖茨决定要为家族平反。
通过光谱图像，盖茨发现了隐藏在日记残页裡的密码，密码指向位于法国巴黎的自由女神像仿品，他来到巴黎，取得了刻在仿品上的密码，密码又指向两张“坚毅桌”。盖茨来到白金汉宫，在朋友雷利·波耳和前女友阿比盖尔·崔斯的帮助下，取得了藏在女皇办公桌裡的一块很古老的木板。然而威尔金森利用技术手段跟踪盖茨，两队人在伦敦展开了争夺古木板的追逐，最后盖茨利用闖紅燈照相機拍下了木板上的刻画，而威尔金森得到了木板。
在盖茨的坚持下，帕特里克找到分居的妻子艾米丽来帮忙翻译木板上的刻画，艾米丽发现刻画的内容不完整，于是盖茨继续前往位于白宫的坚毅桌，发现木板的另一半不在办公桌裡，本该放木板的位置只留下一个印记。雷利告诉盖茨，总统有一本神秘书，凡是被收录进神秘书的事物都有这个印记。
为了查清楚木板的下落，盖茨潜入总统的生日宴会，说服总统跟他进入一处密道。盖茨趁机“绑架”了总统，道出自己冒险此行的目的，总统同情他的遭遇，最终告诉他神秘书的藏身之所。在國會圖書館中，盖茨找到了神秘书，看到了木板的照片。原来柯立芝总统发现了木板，拍照后就销毁了它。柯立芝还建造了拉什莫尔山雕像来标记宝藏所在。
在总统山上，盖茨、雷利、阿比盖尔和帕特里克遇到了威尔金森，他绑架了盖茨的母亲，要求与众人一同进入宝藏，并要独占宝藏的发现权。通过一系列惊心动魄的机关密道，大家终于找到了失踪已久的黄金之城Cíbola。然而由于机关密道年久失修，水冲破木围墙，很快就将淹没这出地下宝藏，而唯一的出口由一个需要一个人转动的机关控制开启。盖茨和威尔金森留在最后，盖茨答应让他独享宝藏发现权，威尔金森也决定牺牲自己。盖茨逃出後遵守諾言，威尔金森因此扬名天下，盖茨也为家族洗冤。

## 演員
| 演員            | 角色                                               |
| 尼可拉斯·凱吉   | Benjamin Franklin Gates 班傑明（班）·富蘭克林·蓋茲 |
| 賈斯汀·巴薩     | Riley Poole 雷利·波耳                              |
| 黛安·克魯格     | Abigail Chase 艾碧嘉·崔斯                          |
| 強·沃特         | Patrick Gates 派屈克·蓋茲                          |
| 哈維·凱托       | FBI Agent Peter Sadusky FBI探員彼得·賽德斯基       |
| 海倫·米蘭       | Emily Appleton 艾蜜莉·艾柏頓·蓋茲                  |
| 艾德·哈里斯     | Mitch Wilkinson 米契·威金森                        |
| 布魯斯·格林伍德 | US President 美國總統                              |
| 喬爾·格里斯克   | Thomas Gates 湯瑪斯·蓋茲                           |

## 细节
片中出現過的古蹟地點包括：
- 美国──福特劇院
- 美国──拉什莫爾山
- 美国──國會圖書館
- 法國──自由女神像（鄰近巴黎 Grenelle 橋的複製品）
- 美国──白宮
- 英国──白金漢宮
- 美国──馬里蘭大學學院市分校

## 反應
《國家寶藏：古籍秘辛》一片的影評正反不一，在爛番茄的網站中，83篇的回覆有35%給予正面評價，對於電影整體給予爛蕃茄評價（Rotten）。Metacritic網站上也只有48分的低分，不過本片的票房在北美開片首天就賺進16,739,339美元，開片首週總共賺進 44,783,772美元，為聖誕假期週末第三高票房電影。本片並且在8天內突破1億美元票房成績，比起第一集省下一半時間。

## 未來發展
於2022年9月舉行的D23展覽當中，迪士尼公佈了會開拍《國家寶藏》的電視續作，並於其串流平台Disney+上放映，標題為《National Treasure: Edge of History》。尼可拉斯·凱吉已確認不會在新系列中登場，主角則由年輕的拉丁裔女演員Lisette Alexis擔任。謝利·畢咸瑪將會擔任製作人，並定於2022年12月14日首播。

## 外部連結
- 互联网电影数据库（IMDb）上《國家寶藏：古籍秘辛》的资料（英文）
- 爛番茄上《國家寶藏：古籍秘辛》的資料（英文）
- Metacritic上《國家寶藏：古籍秘辛》的資料（英文）
- Box Office Mojo上《國家寶藏：古籍秘辛》的資料（英文）
- AllMovie上《國家寶藏：古籍秘辛》的资料（英文）
- Yahoo奇摩電影上《國家寶藏：古籍秘辛》的資料（繁體中文）
- 開眼電影網上《國家寶藏：古籍秘辛》的資料（繁體中文）
- 时光网上《國家寶藏：古籍秘辛》的資料（简体中文）
- 豆瓣电影上《國家寶藏：古籍秘辛》的資料 （简体中文）

| 上一届： 《我是傳奇》 | 2007年全美週末票房冠軍 12月23日、12月30日 | 下一届： 無             |
| 上一届： 無           | 2008年全美週末票房冠軍 1月7日             | 下一届： 《一路玩到掛》 |